# NGC 5215
NGC 5215 est une galaxie lenticulaire située dans la constellation du Centaure. Sa vitesse par rapport au fond diffus cosmologique est de 4 287 ± 31 km/s, ce qui correspond à une distance de Hubble de 63,2 ± 4,5 Mpc (∼206 millions d'al). NGC 5215 a été découverte par l'astronome britannique John Herschel  en 1836.

## Note historique
Sur les photographies modernes, il est clair qu'on voit une paire de galaxies. On peut se demander si Herschel a cru voir une seule galaxie. Selon les écrits de John Herschel rapportés par Harold Corwin, c'est la galaxie à l'est qu'il a observée dans la nuit du 3 juin et il a confondu celle à l'ouest avec une étoile.
NGC 5215 est donc la galaxie occidentale, soit PGC 47887 ou encore PGC 47888, qui est habituellement désignée comme NGC 5215B. La galaxie orientale (PGC 47879 ou encore PGC 47883) est quant à elle désignée comme NGC 5215A. L'encadré à droite décrit la galaxie NGC 5215B.

## Groupe d'IC 4296
Selon A. M. Garcia, NGC 5215B (NGC 5215) fait partie du groupe d'IC 4296. Ce groupe de galaxies compte au moins 15 membres, dont NGC 5114, NGC 5140, NGC 5215A, IC 4296 et IC 4299.